# Rhaconotus atratus
Rhaconotus atratus är en stekelart som beskrevs av Marsh 1976. Rhaconotus atratus ingår i släktet Rhaconotus och familjen bracksteklar. Inga underarter finns listade i Catalogue of Life.